# Eva Hamilton
Eva Gerd Alice Cecilia Hamilton, född 29 april 1954 i Kungsholms församling i Stockholm, är en svensk grevinna och journalist som var verkställande direktör för Sveriges Television 2006–2014.

## Biografi
Eva Hamilton har studerat vid Dag Hammarskjöld College (1973), Uppsala universitet (1974) och på journalisthögskolan i Stockholm (1976). Hon har varit verksam dels som dagstidningsjournalist vid bland annat Sydsvenska Dagbladet (1976), Sundsvalls tidning (1977),  Aftonbladet (1977), Svenska Dagbladet (1978) och Dagens Industri (1988), dels som nyhetsreporter vid SVT (1990), för Aktuellt och Rapport. Åren 1993-1996 var hon utrikeskorrespondent i Bryssel. Efter att i tio år ha varit reporter och programledare i SVT blev hon inrikeschef 1998 på Aktuellt och enhetschef vid SVT för Nyheter och Samhälle från hösten 2000 samt från juni 2004 för SVT Fiktion. Den 6 november 2006 efterträdde hon Christina Jutterström som verkställande direktör för Sveriges Television efter att ha varit medlem i SVT:s ledningsgrupp under sex år.
Hamilton utsågs 2007 av Veckans Affärer till landets mäktigaste kvinna inom mediebranschen, och 2009 utsågs hon till Årets branschpersonlighet i tävlingen Stockholm Media Award. 2009 utsågs hon till Årets Ledare. År 2015 blev hon hedersdoktor vid Mittuniversitetet.
Eva Hamilton sitter i styrelsen för tre aktiebolag: Sveriges Television AB,  Sveriges Radio Förvaltnings AB och Radiotjänst i Kiruna AB. Hon har varit jurymedlem för Kunskapspriset och Stora Journalistpriset. I sin egenskap av VD för SVT var hon dessutom styrelseordförande för Radiohjälpen.
Den 15 april 2014 meddelade Hamilton att hon tänkte lämna vd-posten. Hon slutade den 30 november och efterträdaren Hanna Stjärne tillträdde den 15 januari 2015.

### Styrelseproffs
Efter att Hamilton slutat på SVT har hon åtagit sig ett antal styrelseuppdrag för både medier och andra företag.
2016–2019 var hon ordförande för Kungliga Ingenjörsvetenskapsakademiens Näringslivsråd, där hon varit styrelseledamot sedan 2012. År 2016 blev hon ordförande för Filip och Fredriks produktionsbolag Nexiko. Den 9 maj 2017 valdes hon till ordförande för branschorganisationen Film&TV-Producenterna. År 2020 blev hon styrelseordförande för Luleå tekniska universitet.
Dessutom har hon varit ledamot i följande styrelser:
- Lindex, 1 december 2014–2018.[20][21]
- LKAB, från 28 april 2015.[22]
- Fortum Oyj, från 2015.
- Dramaten, 2016–2019.[23][24]
- Stockmann Oyj, från 2018.[25]
- Expressen, från 2019.[26]
- Fastator, 2020–2021.[27][28]
- Bonnier News, från 2020.[29]

I december 2020 var hon huvudperson i Sveriges Radio P1:s Söndagsintervjun.

## Familj
Eva Hamilton är dotter till överstelöjtnanten och författaren, greve Gustaf Hamilton i ätten Hamilton och bibliotekarie Gerd Hamilton, född Hammarskiöld. Hon är sedan den 1 september 1979 gift med civilekonom Karl-Johan von Heland. Hon är mor till fyra söner varav den näst äldsta gick bort 2010. Hon är även fosterförälder till två syriska pojkar sedan 2015, där den äldste sonen, Omar Alshogre, idag är en människorättsaktivist som arbetar i en amerikansk organisation. Eva Hamilton tillhör den adliga ätten nr 1841 von Heland.

## Priser och utmärkelser
- Hans Majestät Konungens medalj i guld av 12:e storleken (Kon:sGM12, 2017) för framstående insatser inom svenskt medieväsen[34]